# 87. Infanterie-Division (Wehrmacht)
Die 87. Infanterie-Division (87. ID) war ein militärischer Großverband der Wehrmacht im Zweiten Weltkrieg.

## Geschichte

### Aufstellung
Die Division wurde bei der Mobilmachung am 26. August 1939 als Teil der 2. Welle in Altenburg im Wehrkreis IV aufgestellt. 

### Westwall
Sie wurde nach beendeter Aufstellung zur Sicherung der Grenze zwischen Belgien und Deutschland in die Eifel an den Westwall verlegt.

### Westfeldzug
Im Rahmen des Westfeldzugs drang sie über Südbelgien bis an die Somme vor und war in der zweiten Phase am Kampf um Paris beteiligt, wo sie danach auch zeitweilig als Besatzungstruppe verblieb. Im Oktober 1940 wurde etwa ein Drittel der Division zur Aufstellung der 319. Infanterie-Division abgegeben.
Im Frühjahr 1941 wurde die Division nach Ostpreußen verlegt und für den Angriff auf die Sowjetunion der 9. Armee unterstellt. 

### Unternehmen Barbarossa
Über die Stationen Suwałki und Wilna war sie an der Kesselschlacht bei Białystok beteiligt. Wenig später wurde sie nördlich von Smolensk eingesetzt. Im August 1941 kam es zwischen dem IR 187 und der 32. Kosaken-Division in den Pripjetsümpfen westlich von Bobruisk zu größeren Kampfhandlungen. Im Winter 1941 marschierte die Division im Rahmen des Unternehmens Taifun über Wjasma – Gschatsk – Moschaisk – Rusa und Swenigorod bis kurz vor Moskau vor, bevor sie sich wieder in den Raum Gschatsk zurückziehen musste. 

### 1942
Das Jahr 1942 wurde für die Division durch die verlustreichen Abwehrkämpfe im Frontbogen von Rschew bestimmt. Im Frühjahr 1943 setzte sie sich in der Unternehmen Büffelbewegung über Sytschowka, Dorogobusch in den Raum Welisch aus dem Rschewer Frontbogen ab. 

### 1943
Am 1. April 1943 musste das GR 173 aufgrund starker Verluste aufgelöst werden, es wurde erst im April des folgenden Jahres wieder neu aufgestellt. Im Oktober 1943 folgte im Verband der 3. Panzerarmee der Rückzug in die Panther-Stellung im Raum Witebsk.

### 1944
Anfang 1944 wurde die Division dann der 16. Armee am südlichen Flügel der Heeresgruppe Nord unterstellt. Infolge der sowjetischen Sommeroffensive 1944 musste sich die Division dann über Dorpat ins Kurland zurückziehen, wo die gesamte Heeresgruppe eingeschlossen wurde. 

### Kurland
Es folgte die Teilnahme an den sechs Kurlandschlachten bis zur Kapitulation im Mai 1945.

## Personen
| Dienstzeit                             | Dienstgrad      | Name                             |
| -------------------------------------- | --------------- | -------------------------------- |
| 1. September 1939 bis 17. Februar 1942 | Generalleutnant | Bogislav von Studnitz            |
| 17. Februar bis 1. März 1942           | Generalmajor    | Walther Lucht (m. d. F. b.)      |
| 1. März bis 22. August 1942            | Generalleutnant | Bogislav von Studnitz            |
| 22. August 1942 bis 1. Februar 1943    | Generalleutnant | Werner Richter                   |
| 1. Februar bis 22. November 1943       | Generalleutnant | Walter Hartmann                  |
| 22. November 1943 bis August 1944      | Generalleutnant | Mauritz Freiherr von Strachwitz  |
| August bis September 1944              | Generalmajor    | Gerhard Feyerabend (m. d. F. b.) |
| September 1944 bis 16. Januar 1945     | Generalmajor    | Helmuth Walter (m. d. F. b.)     |
| 16. Januar bis 8. Mai 1945             | Generalleutnant | Mauritz Freiherr von Strachwitz  |

## Bekannte Divisionsangehörige
- Bernhard Bechler (1911–2002), war ein Generalmajor der Nationalen Volksarmee der DDR
- Kurt Hähling (1897–1983), war von 1953 bis 1963 für die NDPD Abgeordneter des Bezirkstages Dresden und stellvertretender Vorsitzender seiner Partei

## Gliederung
- Infanterie-Regiment 173
- Infanterie-Regiment 185
- Infanterie-Regiment 187
- Artillerie-Regiment 187
- Pionier-Bataillon 187
- Panzerabwehr-Abteilung 187
- Aufklärungs-Abteilung 187
- Nachrichten-Abteilung 187
- Nachschubstruppen 187